# Hiromi Uehara
Hiromi Uehara (Hamamatsu, 26 de Março de 1979) é uma pianista e compositora. Sua técnica impressionante, estilo único e energia contagiante a distinguem. As suas composições englobam um variado grupo de estilos musicais como jazz, rock progressivo, jazz fusion e até música clássica. Ela é famosa também por sua contribuição na composição no tema de Tom e Jerry Show.
Seu setup é composto por piano acústico e sintetizadores dedicados. Na maioria de seus vídeos no YouTube ela utiliza um piano acústico Yamaha, um piano elétrico Nord Electro 2 73 e sintetizadores Nord Lead e Korg Microkorg, proporcionando extrema versatilidade e criatividade em seus ousados timbres e performances.

## Discografia
Álbuns de estúdio (como "Hiromi")
- Another Mind (2003)
- Brain (2004)
- Spiral (2006)
- Place to Be (2009) (faixa bônus: solo de piano de Akiko Yano)
- Spark (2016)

Álbuns de estúdio (como "Hiromi's Sonicbloom")
- Time Control (2007)
- Beyond Standard (2008)

DVDs
- Hiromi Live in Concert (2005)
- Hiromi’s Sonicbloom Live in Concert (2007)

Outros
- Chick & Hiromi - Duet (2008-Japão, 2009-international) (álbum ao vivo gravado com Chick Corea em Tokyo)
- The Stanley Clarke Trio (Hiromi e Lenny White) - Jazz in the Garden (2009)